# Ilha Bollons
A ilha Bollons é uma das ilhas do grupo das Ilhas Antípodas, e tem uma área de 2 km². O grupo de ilhas pertence à Nova Zelândia. 

## Área Importante para a Preservação de Aves
O arquipélago das Antípodas é uma Área Importante para a Preservação de Aves (IBA) identificada pelaBirdLife International por ser local de nidificação para várias espécies de aves marinhas.